# Левитов, Михаил Николаевич
Михаи́л Никола́евич Леви́тов (1893 — 15 декабря 1982, Париж) — участник Белого движения на Юге России, полковник, командир 2-го Корниловского полка. Автор книг по истории Корниловского полка.

## Биография
Происходил из старинной духовной семьи Рязанской епархии. Сын священника села Головинщина, Раненбургского уезда, Николая Алексеевича Левитова и жены его Александры Евфимьевны Назаретовой. Внучатый племянник епископа Василия (Левитова). Старший брат Николай Николаевич (1891—1969) — доктор биологических наук, профессор, микробиолог.
Среднее образование получил в Рязанской духовной семинарии, где окончил четыре класса и был уволен по прошению в июне 1914 года. Затем поступил в Виленское военное училище, по окончании ускоренного курса которого 1 декабря 1914 года был произведен в прапорщики. 29 мая 1915 года переведен в 178-й пехотный Венденский полк, в рядах которого и участвовал в Первой мировой войне. За боевые отличия награждён орденами Св. Анны 4-й степени и Св. Владимира 4-й степени с мечами и бантом. Произведен в подпоручики 2 февраля 1916 года, в поручики — 8 сентября того же года.
В Гражданскую войну участвовал в Белом движении на Юге России. В начале 1918 года прибыл в Ростов, где вступил в офицерский партизанский отряд полковника Симановского, уже в феврале влитый в Корниловский ударный полк Добровольческой армии. Участвовал в 1-м Кубанском походе рядовым в 1-й офицерской роте Корниловского полка, а затем фельдфебелем офицерской роты. Осенью 1918 года был откомандирован в Крым в конвой для охраны вдовствующей императрицы Марии Федоровны. 
В июле 1919 года был назначен командиром 1-го батальона вновь сформированного 2-го Корниловского полка. С 10 ноября 1919 года временно исполнял должность командира 3-го Корниловского полка, затем был помощником командира 2-го Корниловского полка. 13 марта 1920 года одним приказом произведен из поручиков в штабс-капитаны, капитаны и подполковники. Награждён орденом Св. Николая Чудотворца
За то, что 25 мая 1920 года, при прорыве сильно укрепленной позиции красных между хут. Преображенкой и приморскими садами, находясь во главе полка и подавая личный пример доблестного самоотвержения, овладел двумя укрепленными линиями, отбил все контр-атаки противника и окончательно закрепил захваченное пространство, причем полком взято 5 орудий, 10 пулеметов и 120 пленных. В ночь на 19 июня, около дер. Орлово-Тиге, не только отбил ночное нападение красной конницы Жлобы, но своими решительными действиями окружил последнюю и нанес ей поражение, чем положил начало полному разгрому конной группы красных, стремившихся выйти к Мелитополю.
15 июня 1920 года назначен командиром 2-го Корниловского полка, в том же месяце был произведен в полковники. Участник Крымской эвакуации. За время Первой мировой и Гражданской войн был ранен 8 раз. На 18 декабря 1920 года — в штабе 2-го батальона Корниловского полка в Галлиполи, с 24 декабря 1921 года назначен командиром того же батальона. Находился в составе Корниловского полка в Болгарии до осени 1925 года.

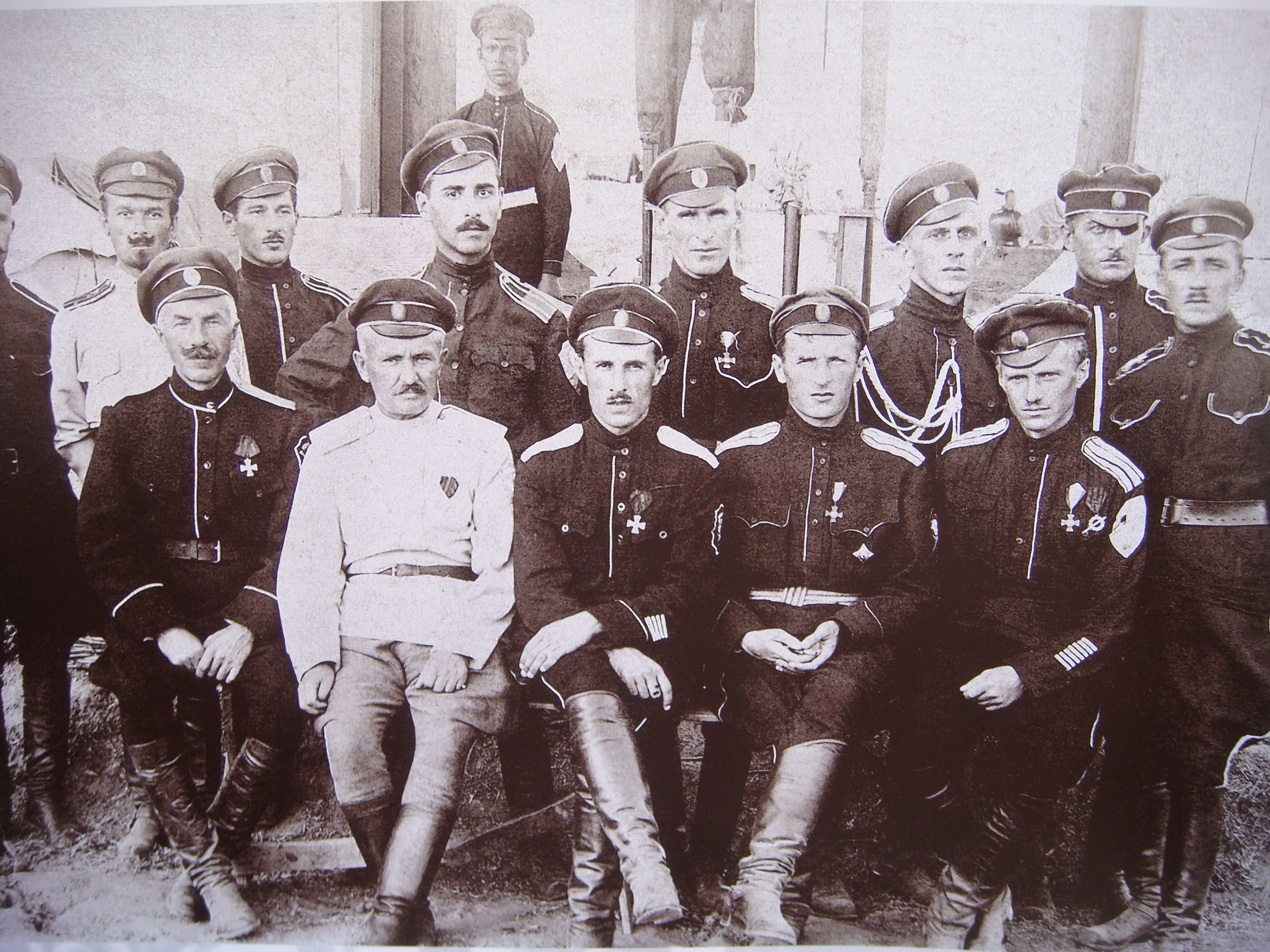
Полковник Левитов (сидит крайний справа в первом ряду) среди офицеров Корниловского полка в Галлиполи. 1921

С 1929 года в эмиграции во Франции. В 1960-х годах возглавил объединение чинов Корниловского полка, также состоял председателем Общества Галлиполийцев. Собирал материалы по истории корниловских частей, подготовил книгу «Материалы для истории Корниловского ударного полка».
Умер 15 декабря 1982 года в Париже. Похоронен на кладбище Сент-Женевьев-де-Буа.

## Семья
Был женат на Варваре Сергеевне Васильевой (1900—1988), студентке Ростовского медицинского института, первопоходнице, в Гражданскую войну бывшей сестрой милосердия в Корниловском ударном полку. Их дочь Ирина (1921—2015), в замужестве Гавриленко.

## Награды
- Орден Святого Владимира 4-й ст. с мечами и бантом (ВП 31.05.1915)
- Орден Святой Анны 4-й ст. с надписью «за храбрость» (ВП 27.08.1916)
- Орден Святителя Николая Чудотворца (Приказ Главнокомандующего № 3705, 7/20 октября 1920)
- Знак отличия 1-го Кубанского (Ледяного) похода
- Галлиполийский крест